# Mikołaj (Kapustin)
Mikołaj, świeckie Maksim Władimirowicz Kapustin (ur. 6 września 1977 w Sewastopolu) – biskup Ukraińskiego Kościoła Prawosławnego Patriarchatu Moskiewskiego.

## Życiorys
W 1997 wstąpił jako posłusznik do monasteru św. Włodzimierza w Krzywym Rogu. Po roku złożył wieczyste śluby mnisze, przyjmując imię Mikołaj na cześć św. Mikołaja Cudotwórcy. W tym samym roku był kolejno wyświęcany na hierodiakona i hieromnicha. Średnie i wyższe wykształcenie teologiczne uzyskał w seminarium duchownym w Kijowie i Kijowskiej Akademii Duchownej. W 2005 został przełożonym monasteru w Krzywym Rogu, w 2007 otrzymał godność archimandryty.
14 czerwca 2011 Święty Synod Ukraińskiego Kościoła Prawosławnego nominował go na biskupa krzemieńczuckiego. Jego chirotonia odbyła się 19 czerwca tego samego roku w Kijowie, na placu przewidywanym pod budowę soboru Zmartwychwstania Pańskiego, z udziałem metropolity kijowskiego i całej Ukrainy Włodzimierza, arcybiskupów białocerkiewskiego i bogusławskiego Mitrofana, perejasławsko-chmielnickiego i wisznewskiego Aleksandra, krzyworoskiego i nikopolskiego Efrema, połtawskiego i myrhorodzkiego Filipa, biskupów makarowskiego Hilarego, aleksandryjskiego i świetłowodzkiego Antoniego, wasylkowskiego Pantelejmona oraz szepetowskiego i sławuckiego Dionizego.
3 września 2017 r. otrzymał godność arcybiskupa, a 17 sierpnia 2020 r. – metropolity.